# 25e législature de la Knesset
Depuis le 15 novembre 2022
(2 ans, 3 mois et 21 jours)
24e législature
La 25e législature de la Knesset est un cycle parlementaire israélien de la Knesset, s'ouvrant le 15 novembre 2022 à la suite des élections législatives du 1er novembre.

## Présidents
Lors de l'ouverture de la législature, le 15 novembre 2022, Mickey Levy (Yesh Atid) est président. Il est remplacé le 13 décembre par Yariv Levin (Likoud). Le 29 décembre 2022, Amir Ohana est élu président de la Knesset à la suite de la nomination de Levin comme ministre de la justice.